# 최승천
최승천(1934년~)은 대한민국의 공예가·디자이너·홍익대학교 미술대학 명예교수이다.

## 약력
- 1958 – 1965년 홍익대학교 미술대학 공예학부 졸업
- 1968 – 1969년 성신여대 전임강사 / 조교수
- 1970 – 1975년 한국디자인포장센터 개발실장
- 1980 – 1985년 홍익대학교 학생처장
- 1988 – 1990년 홍익대학교 산업미술대학원 원장
- 1990 – 1992년 홍익대학교 사무처장
- 1994 – 1996년 홍익대학교 미술대학 학장

## 수상
- 1978년 제13회 상공미전 초대작가(상공부)
- 1991년 제3회 목강공예상(목양공예상 심의위원회)
- 1996년 국무총리 이수성 표창(총무처장관)
- 2000년 교육공로표창(서울시교원단체연합회)
- 2000년 대통령 김대중 표창(행정자치부)
- 2014년 제3대 디자이너 명예의 전당에 헌액

## 초대전
- 1963 - 1966년 국전 특선(문공부)
- 1966년 상공미전 특선(상공부)
- 1967 - 1976년 국전 추천작가(문공부)
- 1977 - 1981년 국전 초대작가(문공부)
- 1977년 세계목공예전(프랑스 파리), 워크숍(프랑스국영방송국)
- 1984년 한·일 나전칠기 목공예전(일본동경)
- 1993년 한·일 현대조형작가 교류전(일본교토)
- 1995년 이태리 삐갈리 스컬퓨전 빠도바 ‘95(빠도바 비엔날레)
- 1996 - 1997년 한·일 목공예 가구 교류전(이따미 시립공예관)

## 작품소장처
- 1978년 <행운의 열매> 롯데호텔
- 1981년 <믿음, 소망, 사랑의 나무> 롯데호텔
- 1986년 <에너토피아> 한국전력공사
- 1986년 <화합과 전진> 서울시청
- 1987년 <결실의 나무> 연세대학교 의과대학
- 1988년 <환상의 숲> 롯데월드
- 1990년 <새와 나무> 국립현대미술관
- 1993년 <새와 나무> 서울시립미술관
- 1994년 <작품94> 서울지하철공사
- 2000년 <콤포지션1> 서울지하철공사
- 2005년 <고향 Ⅱ> 롯데 목동 아파트
- 2005년 <꽃과 나비의 광시곡> 일산 킨텍스
- 2005년 <새가 있는 풍경> 국립현대미술관
- 2005년 <새가 있는 풍경> 대구대학교 공예박물관